# Pratt & Whitney JT3D
Das Pratt & Whitney JT3D (militärische Bezeichnung Pratt & Whitney TF33) ist ein Zweiwellen-Turbofan-Triebwerk des US-amerikanischen Triebwerkherstellers Pratt & Whitney.
Es basiert im Wesentlichen auf dem Pratt & Whitney JT3, doch wurde der Verdichter so verändert, dass dessen erste drei Stufen durch zwei neue Stufen, die als Fan ausgelegt waren, ersetzt wurden. Die Fans erzeugten einen Nebenstrom um das Kerntriebwerk herum. Das Nebenstromverhältnis lag bei etwa 1,37. Das Verdichtungsverhältnis betrug 13,6:1. Um die größeren Fans anzutreiben, wurde eine zusätzliche Turbinenstufe installiert. Der Verdichter besitzt neben den zwei Fan- weitere 13 Stufen. die Turbine hat insgesamt vier Stufen. Der Luftdurchsatz beträgt maximal 204 kg/s.

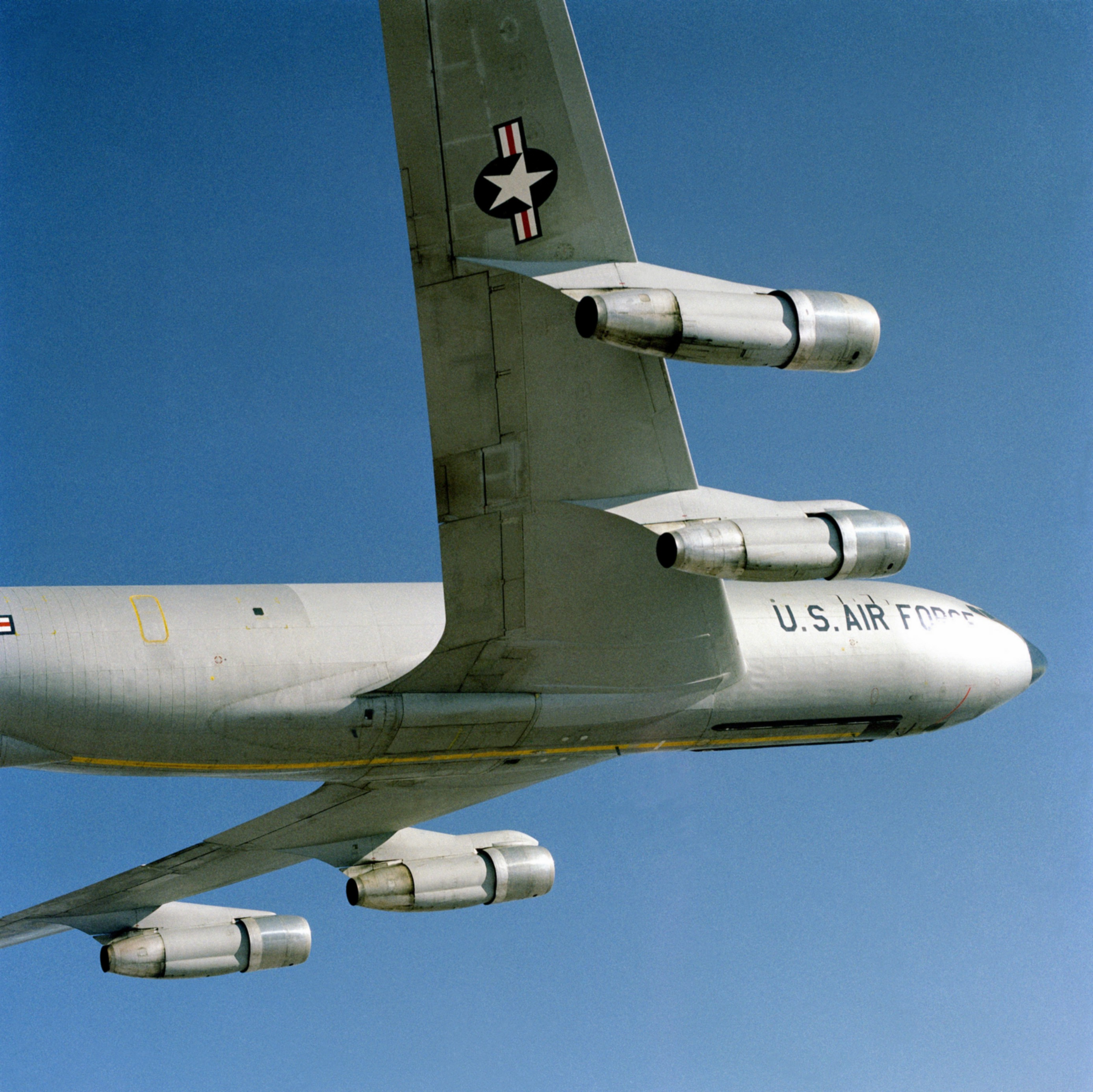
Eine Boeing KC-135E mit vier TF33

Es war nach dem Rolls-Royce Conway eines der ersten Triebwerke dieser Art. Durch die Fanstufen erhöhte sich der Schub von etwa 55 kN des Ausgangstriebwerks auf über 90 kN. Der Prototyp des Triebwerks flog erstmals 1958. Bis 1985 wurden insgesamt etwa 8600 Triebwerke hergestellt.
Bekannt wurde dieses Triebwerk durch den Einsatz in der Boeing 707, der Douglas DC-8, der B-52H und verschiedenen Varianten der C-135 / KC-135. Weniger bekannt war der Einsatz an der Lockheed C-141. Bei den etwa 90 B-52H der U.S. Air Force und wenigen chilenischen KC-135E ist es heute noch im Einsatz. Im kommerziellen Flugverkehr wurde es bereits Mitte der 1970er-Jahre aufgrund der strikteren Lärmvorschriften weitestgehend durch modernere Typen ersetzt.